# アレン・ウェブスター
カール・アレン・ウェブスター（Carl Allen Webster , 1990年2月10日 - ）は、アメリカ合衆国ノースカロライナ州ギルフォード郡グリーンズボロ出身のプロ野球選手（投手）。右投右打。

## 経歴

### プロ入りとドジャース傘下時代
2008年のMLBドラフト18巡目（全体547位）でロサンゼルス・ドジャースから指名され、プロ入り。
2008年と2009年は傘下のルーキー級アリゾナリーグ・ドジャースでプレーした。
2010年はA級グレートレイクス・ルーンズでプレーした。
2011年はA+級ランチョクカモンガ・クエークスでプレーした。
2012年はAA級チャタヌーガ・ルックアウツでプレーした。

### レッドソックス時代
2012年8月22日にジョシュ・ベケット、エイドリアン・ゴンザレスらとのトレードで、ボストン・レッドソックスへ移籍した。
2013年4月21日にメジャー初昇格を果たし、同日のカンザスシティ・ロイヤルズとのダブルヘッダー2戦目で先発起用され、メジャーデビューした。結果は6回3失点（自責点2）で勝敗はつかなかった。翌日マイナーへ降格するが、6月22日に再昇格。7月4日のサンディエゴ・パドレス戦に先発し、6回2失点でメジャー初勝利を挙げた。
2014年3月7日にレッドソックスと1年契約に合意した。この年は、11試合に先発して5勝3敗、防御率5.03だった。

### ダイヤモンドバックス時代
2014年12月12日にウェイド・マイリーとのトレードで、ルビー・デラロサ、レイメル・フローレスと共にアリゾナ・ダイヤモンドバックスへ移籍した。
2015年11月20日にDFAとなった。

### サムスン・ライオンズ時代
2015年11月25日に金銭トレードで、ピッツバーグ・パイレーツに移籍したが、12月16日に自由契約となった。
その後、12月19日にKBOのサムスン・ライオンズと契約した。
2016年は12試合に先発登板して4勝4敗、防御率5.70、59奪三振を記録したが、故障によりシーズン途中の7月11日に退団した。

### レンジャーズ傘下時代
2016年11月15日にテキサス・レンジャーズとマイナー契約を結び、2017年のスプリングトレーニングに招待選手として参加することになった。
2017年はメジャー昇格はできず、オフの11月6日にFAとなった。

### カブス時代
2018年3月2日にシカゴ・カブスとマイナー契約を結んだ。シーズン開幕は傘下のAA級テネシー・スモーキーズで迎え、8月22日にAAA級アイオワ・カブスに昇格した。9月19日にメジャー契約を結び、アクティブ・ロースター入りした。オフの11月30日にノンテンダーFAとなった後、2019年1月27日にマイナー契約で再契約した。
2019年の開幕はAAA級アイオワで迎え、4月6日にメジャー契約を結んでアクティブ・ロースター入りした。オフの11月4日にマイナー契約でAAA級アイオワへ配属された。

## 詳細情報

### 年度別投手成績
| 年 度    | 球 団    | 登 板 | 先 発 | 完 投 | 完 封 | 無 四 球 | 勝 利 | 敗 戦 | セ 丨 ブ | ホ 丨 ル ド | 勝 率 | 打 者 | 投 球 回 | 被 安 打 | 被 本 塁 打 | 与 四 球 | 敬 遠 | 与 死 球 | 奪 三 振 | 暴 投 | ボ 丨 ク | 失 点 | 自 責 点 | 防 御 率 | W H I P |
| -------- | -------- | ----- | ----- | ----- | ----- | -------- | ----- | ----- | -------- | ----------- | ----- | ----- | -------- | -------- | ----------- | -------- | ----- | -------- | -------- | ----- | -------- | ----- | -------- | -------- | ------- |
| 2013     | BOS      | 8     | 7     | 0     | 0     | 0        | 1     | 2     | 0        | 0           | .333  | 145   | 30.1     | 37       | 7           | 18       | 0     | 2        | 23       | 1     | 0        | 30    | 29       | 8.60     | 1.81    |
| 2014     | BOS      | 11    | 11    | 0     | 0     | 0        | 5     | 3     | 0        | 0           | .625  | 259   | 59.0     | 58       | 3           | 28       | 0     | 7        | 36       | 2     | 0        | 35    | 33       | 5.03     | 1.46    |
| 2015     | ARI      | 9     | 5     | 0     | 0     | 0        | 1     | 1     | 0        | 0           | .500  | 142   | 31.0     | 32       | 10          | 20       | 1     | 2        | 17       | 1     | 0        | 28    | 20       | 5.81     | 1.68    |
| 2016     | サムスン | 12    | 12    | 0     | 0     | 0        | 4     | 4     | 0        | 0           | .500  | 325   | 71.0     | 72       | 10          | 47       | 0     | 3        | 59       | 4     | 1        | 48    | 45       | 5.70     | 1.68    |
| 2018     | CHC      | 3     | 0     | 0     | 0     | 0        | 1     | 0     | 0        | 0           | 1.000 | 15    | 3.0      | 2        | 1           | 1        | 0     | 2        | 3        | 0     | 0        | 2     | 2        | 6.00     | 1.00    |
| MLB：4年 | MLB：4年 | 31    | 23    | 0     | 0     | 0        | 8     | 6     | 0        | 0           | .571  | 561   | 123.1    | 129      | 21          | 67       | 1     | 13       | 79       | 4     | 0        | 95    | 84       | 6.13     | 1.59    |
| KBO：1年 | KBO：1年 | 12    | 12    | 0     | 0     | 0        | 4     | 4     | 0        | 0           | .500  | 325   | 71.0     | 72       | 10          | 47       | 0     | 3        | 59       | 4     | 1        | 48    | 45       | 5.70     | 1.68    |

- 2018年度シーズン終了時

### 背番号
- 64（2013年 - 2014年）
- 27（2015年）
- 2（2016年）
- 61（2018年 - 2019年）